# Wawrzyniec Wysocki
Wawrzyniec Wysocki (ur. 1795 w Rutkach Nowych, zm. po 1842), pedagog polski, rektor Instytutu Głuchoniemych w Warszawie w latach 1831–1837.
Do gimnazjum uczęszczał w Szczuczynie, był następnie kolaboratorem i nauczycielem w tej szkole. Wkrótce potem, wraz z przeniesieniem działającego początkowo w Szczuczynie pijarskiego Instytutu Głuchoniemych, został sprowadzony do Warszawy przez założyciela i rektora placówki ks. Jakuba Falkowskiego. Powierzono mu obowiązki nauczyciela szeregu przedmiotów – języka polskiego, historii, geografii, rachunków, fizyki. Umiejętności doskonalił w czasie dwukrotnych wyjazdów zagranicznych na koszt władz państwowych. Odbył również studia na Wydziale Filozoficznym Uniwersytetu Warszawskiego, uwieńczone w 1822 dyplomem magisterskim (Encyklopedia Orgelbranda; Rafał Gerber w słowniku biograficznym Studenci Uniwersytetu Warszawskiego 1808–1831 [Wrocław 1977] nie uwzględnia go).
Wyróżniał się pracowitością i zmysłem organizacyjnym; cechy te, jak również wieloletnia bliska współpraca z ks. Falkowskim, zadecydowały zapewne o powierzeniu mu w 1831 obowiązków rektora. Jako zwierzchnik szkoły rozpowszechnił naukę mowy głosowej, chociaż stosował także w pracy metodę migową. Był inicjatorem powołania pierwszego w Europie Towarzystwa Oszczędnościowego głuchoniemych (w 1834), projekt ten jednak nie został zrealizowany wobec sprzeciwu rady nadzorczej Instytutu. Nie zrealizowano także projektu założenia fermy, na której osoby głuche pochodzące ze wsi miałyby szkolić się w gospodarstwie (do pomysłu powrócono dopiero po 40 latach w 1865 za sprawą rektora Jana Papłońskiego). W planach miał utworzenie oddziału dla niewidomych. Skutecznie dbał o stronę bytową Instytutu, powiększając posesję o plac z domkiem murowanym. Utworzył zalążek przyszłego muzeum.
Cieniem na pracy Wysockiego położyło się oskarżenie o nadużycia finansowe, po którym zrezygnował z kierowania Instytutem w marcu 1836. Zastąpiony na krótko przez nauczyciela Feliksa Wądołowskiego, a potem przez ks. Józefata Szczygielskiego, trafił na kilka miesięcy do zakładu karnego. W 1839 został oczyszczony z zarzutów – wykazano nie tylko jego niewinność, ale nawet wnoszone do kasy rady nadzorczej nadpłaty. Po kilkuletniej zwłoce fundusze te zostały Wysockiemu zwrócone, przyznano mu również emeryturę w wysokości 315 rubli. Zmarł po 1842.
Ogłosił kilka dzieł: Potok czasu albo treściwy obraz historji powszechnej od początku narodów aż do roku 1825 (Warszawa 1828), Tablica początkowego liczenia i poznawania miar krajowych (Warszawa 1836), Rady ojcowskiej życzliwości dla poświęcającej się młodzieży rzemiosłom (Warszawa 1834, wydanie II Warszawa 1836, wydanie III 1855, przekład z niemieckiego pracy ks. Ignaza Heggelina), Pamiętnik o głuchoniemych i metodzie ich uczenia (Warszawa 1836, dwa zeszyty).